# Du bist nicht allein (2007)
Du bist nicht allein ist eine deutsche Tragikomödie von Bernd Böhlich aus dem Jahre 2007.

## Handlung
Eine Plattenbausiedlung im Osten von Berlin. Herr und Frau Moll sind seit Jahren arbeitslos. Herr Moll ist von Beruf Malermeister und Frau Moll Metzgerin. Als Frau Moll eine neue Stelle als Wachfrau bekommt, ändert sich das Leben des Paares. Sie erhält eine Uniform und muss einen Vorbereitungskurs machen. Herr Moll beschäftigt sich mit dem Bemalen der Balkontrennwand zum Nachbarbalkon. In diese Nachbarwohnung zieht die Deutsch-Russin Jewgenia Lehmann mit ihrem Vater und der Tochter Tonka. Sohn Svenni Moll versucht mit dem Mädchen in Kontakt zu kommen, die verhält sich jedoch abweisend. Da hat es Vater Moll etwas leichter. Er wird von seiner Ehefrau zur Nachbarschaftshilfe animiert und verliebt sich dabei in Jewgenia. Der triste Alltag hält scheinbar doch noch Abenteuer für ihn bereit. Er steigert sich in die Geschichte hinein, ohne dass seine Ehefrau davon etwas mitbekommt und ohne zu bemerken, dass Jewgenia die Nachbarschaftshilfe zwar willkommen ist, doch nicht mehr als das.
Ein weiterer neuer Nachbar der Molls ist Kurt Wellinek. Die Arbeitslosigkeit hat den Physiker in den Alkohol getrieben und schließlich zur Trennung von seiner Ehefrau Sylvia geführt. Sylvia ist eine ehemalige Schauspielerin, die nun wieder versucht in den Beruf zurückzukehren. Erste Jobs erhält sie als Synchronsprecherin. Der Regisseur macht ihr Hoffnungen auf eine Rolle in einer Fernsehserie. Angeblich wird eine dickliche Frau gesucht. Sylvia rüstet sich mit Kissen und mehreren Schichten Kleidung für das Casting und muss dann erfahren, dass die Drehbuchautoren die Rolle abgeändert haben und nun eine Magersüchtige suchen. Die Enttäuschungen in der Arbeitswelt führen sie langsam wieder zurück zu Kurt und lassen sie dessen Probleme besser verstehen, da er noch viel stärker an seiner Tatenlosigkeit leidet. Sie heftet in der Nachbarschaft kleine Zettel an Laternen mit der Ankündigung kostenloser Nachhilfe in Mathe und Physik. Kurt erhält so wieder einen Lebensinhalt.
Währenddessen muss auch Frau Moll erkennen, dass ihre Arbeit nicht die Wichtigkeit hat, die ein Trainer der Firma den Langzeitarbeitslosen versucht hat einzureden. Sie bewacht nachts eine leere Tennishalle, die nur mit Luft gefüllt ist. Auch ihre Ehe scheint nur eine Luftblase zu sein und sie erkennt, was ihr Ehemann für Jewgenia empfindet. Herr Moll muss einsehen, dass sein Aufblühen nicht von Dauer ist. Er entschließt sich, nach Holland zu reisen, da dort Maler gesucht werden.

## Hintergrund
Die Dreharbeiten zu dem Film fanden vom 19. Juni bis zum 22. Juli in Berlin-Marzahn statt, während der Fußball-Weltmeisterschaft 2006, weshalb im Straßenbild immer wieder mit Deutschland-Fähnchen beflaggte Autos zu sehen sind, die ansonsten aber keine Rolle im Film spielen. Die Uraufführung fand am 1. Mai 2007 beim Filmkunstfest in Schwerin statt. Der Kinostart war der 19. Juli 2007.
Der Titel Du bist nicht allein stammt von dem gleichnamigen Schlager von Roy Black aus dem Jahre 1965. Axel Prahl singt den Titel auf der Einweihungsparty der neuen Nachbarin Jewgenia. Der Song wurde zur Premiere des Films als Single veröffentlicht. Es ist die erste Veröffentlichung Axel Prahls als Sänger.
Der Komponist der Musik dieses Films, Jakob Ilja, ist der Gitarrist der Band Element of Crime. Unverkennbar zu hören ist deshalb auch die Trompete von Sven Regener, dem Leadsänger der Band.

## Kritiken
- epd-film (Nr. 7/2007): „Es ist der zweite Kinofilm des erfahrenen Fernsehregisseurs Böhlich. Die Schauplätze im Berliner Osten und die Menschen mit DDR-Geschichte erinnern an Filme wie ‚Halbe Treppe‘ oder ‚Sommer vorm Balkon‘ des Regisseurs Andreas Dresen. Auch er verbindet den Optimismus und die komische Zuspitzung der Figuren mit einer genauen Wirklichkeitsdarstellung. Gemeinsam haben die Filme auch den Schauspieler Axel Prahl, der wieder einen kleinen Mann aus dem Osten spielt, einen tapsig Liebenden, dem die Dinge über den Kopf wachsen. Prahl verleiht diesem Moll tragikomisches Gewicht, lässt sogar manche Albernheit amüsant erscheinen. Auch die übrigen Darsteller sind hervorragend: Katharina Thalbach als Molls patente, von ihrer neuen Wichtigkeit geblendete Ehefrau oder Herbert Knaup als depressiv-aggressiver Akademiker, Karoline Eichhorn, die Russin Katerina Medvedeva sowie Mathieu Carrière und Dominique Horwitz in Nebenrollen. Dem Ensemble gelingen neben vielen witzigen Szenen einige außergewöhnliche Momente, wenn etwa Moll mit Jewgenia tanzt und nur sein Blick von dem Erdbeben erzählt, das gerade in ihm stattfindet.“

- Lexikon des internationalen Films: „Eine sommerliche Tragikomödie voller Sympathie für die Loser, die der Film nach Auswegen aus ihrer Einsamkeit suchen und zaghafte Neuanfänge wagen lässt. Der von starken Darstellern, Blicken, Gesten und leisen Zwischentönen getragene Film erliegt nicht den sentimentalen Verlockungen seines Sujets, sondern behält seinen lebensbejahenden Ton auch in den Niederungen des Daseins bei.“[3]

## Auszeichnungen
Für die Nebenrolle des Kurt Wellinek wurde Herbert Knaup für den Deutschen Filmpreis 2008 nominiert. Du bist nicht allein war für den Adolf-Grimme-Preis 2010 in der Kategorie Fiktion nominiert.